# Bashkortostan
Cộng hòa Bashkortostan (/bɑːʃˈkɔːrtoʊstæn/, tiếng Nga: Респу́блика Башкортоста́н, chuyển tự: Respublika Bashkortostan, IPA: [rʲɪsˈpublʲɪkə bəʂkərtɐˈstan], tiếng Bashkir: Башҡортостан Республикаһы), trong lịch sử còn được biết đến với tên gọi Bashkiria (tiếng Nga: Башки́рия, chuyển tự: Bashkiriya, IPA: [bɐʂˈkʲirʲɪjə]), là một nước cộng hòa thuộc Nga. Nó nằm giữa sông Volga và dãy núi Ural. Thủ đô của Cộng hòa Bashkortostan là Ufa.
Bashkortostan, vùng tự trị dân tộc đầu tiên ở Nga, được thành lập vào năm 1919. Vào ngày 20 tháng 3 năm 1919, nó trở thành Cộng hòa Xã hội chủ nghĩa Xô viết tự trị Bashkir, và là thực thể hành chính đầu tiên như vậy thuộc Nga Xô viết.
Theo Hiến pháp Bashkortostan và Hiến pháp Liên bang Nga, Bashkortostan là một nhà nước, nhưng không có chủ quyền. Vào ngày 11 tháng 10 năm 1990 Bashkortostan đã thông qua Tuyên bố chủ quyền của Nhà nước, nhưng sau đó đã từ bỏ nó. Ngày 11 tháng 10 là Ngày Cộng hòa ở Bashkortostan.

## Chính trị
Người đứng đầu nhà nước Cộng hòa Bashkortostan là Nguyên thủ (trước năm 2015 là Tổng thống), nhiệm kì 4 năm. Theo Hiến pháp, Nguyên thủ nước Cộng hòa Bashkortostan có nhiệm vụ bảo đảm quyển lợi và sự tự do của công dân; bảo vệ lợi ích kinh tế, sự ổn định chính trị; thực thi luật pháp và bảo đảm trật tự trong lãnh thổ. Tổng thống hiện nay là ông Radiy Khabirov, tại nhiệm từ ngày 11 tháng 10 năm 2018. Cơ quan lập pháp là Nghị viện gồm 120 đại biểu được người dân bầu mỗi 4 năm một lần.

## Kinh tế
Nền kinh tế của Bashkortostan phụ thuộc nhiều vào ngành công nghiệp chế biến dầu. Hơn một nửa các ngành công nghiệp của Bashkortostan tập trung ở thủ đô của nước này - Ufa.
|                                     | 2002    | 2003    | 2004    |           |
| ----------------------------------- | ------- | ------- | ------- | --------- |
| Tổng sản phẩm quốc nội              | 214,8   | 279,7   | n/a     | Tỉ Rúp    |
| Sản phẩm công nghiệp                | 161,7   | 192,1   | 354     | Tỉ Rúp    |
| Xây dựng                            | 1.408   | 1.471,5 | 1.508,4 | th.m.²    |
| Sản phẩm nông nghiệp                | 50,1    | 52,1    | 57,2    | Tỉ Rúp    |
| Vốn đầu tư cố định                  | 52,1    | 53,7    | 62,4    | Tỉ Rúp    |
| Vốn đầu tư từ nước ngoài            | 71,7    | 97,6    | 157,1   | Triệu USD |
| Kim ngạch thương mại với nước ngoài | 2.646   | 3.045,3 | 3.840,6 | Triệu USD |
| Xuất khẩu                           | 2.303,4 | 272,4   | 3.525,9 | Triệu USD |
| Nhập khẩu                           | 342,3   | 320,9   | 314,7   | Triệu USD |
| Kim ngạch thương mại buôn bán       | 117,7   | 118,1   | 151,2   | Tỉ Rúp    |

## Tài nguyên thiên nhiên
Cộng hòa Bashkortostan là một khu vực giàu tài nguyên thiên nhiên của Liên Bang Nga. Bashkortostan có trữ lượng dầu mỏ lớn, đã từng là một trung tâm khai thác dầu mỏ của Liên Xô (cũ). Các nguồn tài nguyên khác là khí gas tự nhiên, than đá, mangan, chromite, chì, tungstn, phi kim loại (pha lê, đá granit, cẩm thạch).

## Thông tin nhân khẩu học
- Dân số: 4.104.336 (2002)
  - Thành thị: 2.626.613 (70,8%)
  - Nông thôn: 1.477.723 (29,2%)
  - Nam: 1.923.233 (46,9%)
  - Nữ: 2.181.103 (53,1%)
- Số nữ trên 1.000 nam: 1.134
- Tuổi thọ trung bình: 35,6 tuổi
  - Thành thị: 35,2 tuổi
  - Thông thôn: 36,4 tuổi
  - Nam: 33,4 tuổi
  - Nữ: 37,7 tuổi
- Các dân tộc:

|               | Số liệu năm 1926  | Số liệu năm 1939  | Số liệu năm 1959  | Số liệu năm 1970  | Số liệu năm 1979  | Số liệu năm 1989  | Số liệu năm 2002  |
| ------------- | ----------------- | ----------------- | ----------------- | ----------------- | ----------------- | ----------------- | ----------------- |
| Người Bashkir | 625.845 (23,5%)   | 671.188 (21,2%)   | 737.744 (22,1%)   | 892.248 (23,4%)   | 935.880 (24,3%)   | 863.808 (21,9%)   | 1.221.302 (29,8%) |
| Người Nga     | 1.064.707 (39,9%) | 1.281.347 (40,6%) | 1.418.147 (42,4%) | 1.546.304 (40,5%) | 1.547.893 (40,3%) | 1.548.291 (39,3%) | 1.490.715 (36,3%) |
| Người Tatar   | 621.158 (23,3%)   | 777.230 (24,6%)   | 768.566 (23,0%)   | 944.505 (24,7%)   | 940.436 (24,5%)   | 1.120.702 (28,4%) | 990.702 (24,1%)   |
| Người Chuvash | 84.886 (3,2%)     | 106.892 (3,4%)    | 109.970 (3,3%)    | 126.638 (3,3%)    | 122.344 (3,2%)    | 118.509 (3,0%)    | 117.317 (2,9%)    |
| Người Mari    | 79.298 (3,0%)     | 90.163 (2,9%)     | 93.902 (2,8%)     | 109.638 (2,9%)    | 106.793 (2,8%)    | 105.768 (2,7%)    | 105.829 (2,6%)    |
| Người Ukraina | 76.710 (2,9%)     | 99.289 (3,1%)     | 83.594 (2,5%)     | 76.005 (2,0%)     | 75.571 (2,0%)     | 74.990 (1,9%)     | 55.249 (1,3%)     |
| Khác          | 113.232 (4,2%)    | 132.860 (4,2%)    | 129.686 (3,9%)    | 122.737 (3,2%)    | 115.363 (3,0%)    | 111.045 (2,8%)    | 123.222 (3,0%)    |

Ngôn ngữ: Nga(~100%), Tatar(34%), Bashkir(26%)

## Tôn giáo
Đa số người Tatar và người Bashkir theo đạo Hồi còn hầu hết người Nga thì theo Chính thống Giáo và còn một số tôn giáo khác không đáng kể ở Bashkortostan.

## Dân số
| Năm  | Dân số    |
| ---- | --------- |
| 1897 | 1.991.000 |
| 1913 | 2.811.000 |
| 1926 | 2.547.000 |
| 1939 | 3.158.000 |
| 1959 | 3.340.000 |
| 1970 | 3.818.000 |
| 1979 | 3.849.000 |
| 1989 | 3.950.000 |
| 2002 | 4.104.000 |
| 2005 | 4.078.800 |